# Yên Phú, Tuyên Quang
Yên Phú là một xã thuộc tỉnh Tuyên Quang, Việt Nam.
Xã có diện tích 84,5 km², dân số năm 1999 là 6974 người, mật độ dân số đạt 83 người/km².